# Amor (Leiria)
Amor é uma povoação portuguesa sede da Freguesia de Amor do Município de Leiria, freguesia com 23,48 km² de área e 4578 habitantes (censo de 2021), tendo, por isso, uma densidade populacional de 195 hab./km².
Além da sede, a freguesia compreende as seguintes localidades: Barradas (lugar), Barreiros (lugar), Brejieira (lugar), Brejo (lugar), Casal dos Claros (lugar), Casal Novo (lugar), Casalito (lugar), Coucinheira (lugar), Ribeira da Escoura (lugar), Lezíria dos Paus (lugar), e Tôco (lugar).

## Demografia
A população registada nos censos foi:
| Distribuição da População por Grupos Etários | Distribuição da População por Grupos Etários | Distribuição da População por Grupos Etários | Distribuição da População por Grupos Etários | Distribuição da População por Grupos Etários |
| -------------------------------------------- | -------------------------------------------- | -------------------------------------------- | -------------------------------------------- | -------------------------------------------- |
| Ano                                          | 0-14 Anos                                    | 15-24 Anos                                   | 25-64 Anos                                   | > 65 Anos                                    |
| 2001                                         | 814                                          | 722                                          | 2581                                         | 621                                          |
| 2011                                         | 739                                          | 498                                          | 2622                                         | 888                                          |
| 2021                                         | 549                                          | 517                                          | 2305                                         | 1207                                         |

## Lenda sobre a Origem do Nome
Fazia o rei D. Dinis e a sua santa mulher, a Rainha Santa Isabel, uma mais demorada pousada em Leiria, talvez para descansar dos muitos afazeres do seu alto cargo. Um dia, o rei passeando no seu fogoso corcel, galopou, galopou, campos fora, e, lá longe, num pequeno lugar vê uma camponesa formosa como nenhuma outra se vira ainda em muitas léguas ao derredor.
Apaixonou-se o rei pela camponesa e ali, naquele lugar, no meio do campo florido de papoilas e malmequeres, nasceu naquele dia um grande amor. As visitas do rei ao seu grande amor continuaram e tornaram-se conhecidas nas redondezas, e, àquele lugar começaram a chamar Amor.
Também a rainha soube dos novos amores do Senhor seu marido e rei e, para lhe mostrar a sua reprovação sem o melindrar, mandou uma noite alumiar o caminho por onde o rei, seu esposo, deveria regressar a Leiria.
D. Dinis, ao dar com as veredas, por onde voltava, com grande alumiação, de muitos fogachos, viu estar ali uma muda intenção crítica da Rainha, e exclamou:
"Até aqui cego vim!" E o sítio onde começavam as iluminarias passou a chamar-se "Cegovim", que, por uma natural corruptela popular se chama hoje Segodim.

### Considerações
Como é natural acontecer com a maior parte dos topónimos, a lenda acerca da origem do nome de Amor é apenas uma recriação romântica popular que não se prova com factos históricos. Aliás, constatamos que os habitantes de Amor insistem frequentemente nesta mesma lenda como sendo um facto histórico comprovado pelo que muito dificilmente acolherão ideias contrárias. No entanto, através da análise da própria narrativa, juntamente com a fonética do topónimo, reparamos em incongruências que, de facto, deitam por terra o que se reconta. Vamos por partes:
1. A narrativa da lenda
a) A prosa é escrita com laivos de poesia, característica própria de uma criação romanceada. A confusão nasce a partir do momento em que são introduzidas personagens históricas.
b) O topónimo, segundo a lenda, nasce de uma relação amorosa supostamente secreta e, pela descrição, tem origem quase simultânea com essa mesma relação, o que muito dificilmente se comprovaria em qualquer circunstância.
c) A origem do topónimo Segodim como sendo de um curto diálogo entre duas pessoas também não colhe como facto histórico.
d) Geograficamente, Segodim não se encontra, bem pelo contrário, no trajecto entre Leiria e Amor, mas encontra-se entre Amor e Monte Real, local onde assentava a corte de D. Dinis nas suas visitas à zona centro.
2. A fonética
a) Segundo o Dicionário Etimológico Onomástico da Língua Portuguesa (2003), de José Pedro Machado, o nome Amor, como «topónimo. Leiria», surge com as seguintes indicações: «Amor (à … ô). Do lat. adamōre-, tornado Aamor, donde Amor com a aberto, mas átono.»
Portanto, a pronúncia correcta para esse topónimo implica a abertura do a inicial da palavra, tornando-a distinta da do substantivo amor, derivada de amōre-, termo este que designa um sentimento.
b) Tudo indica que o topónimo Amor tenha origem árabe, como o têm muitos topónimos portugueses, tendo evoluído para a actual forma que fácil e compreensivelmente se confunde com o substantivo amor que designa relação amorosa. E, por isso mesmo, aponta para que a origem da povoação seja anterior à existência do próprio rei D. Dinis e da própria nacionalidade.
c) É mais provável que a localidade Amor tenha origem no nome da ribeira de Amor tal como a Rivera de Amor  e localidade Amor em Zamora, o monte Amor e Arroyo del Amor em Toledo, Espanha e no Pais Basco o topónimo Amorebieta.

## Lugares da Freguesia
- Amor
- Barradas
- Barreiros
- Brejieira
- Brejo
- Casal dos Claros
- Casal Novo
- Casalito
- Coucinheira
- Ribeira da Escoura
- Lezíria dos Paus
- Tôco